# Classic de l'Ardèche 2018
Classic de l'Ardèche 2018 var den 18. udgave af cykelløbet Classic de l'Ardèche. Løbet var en del af UCI Europe Tour-kalenderen og blev arrangeret 24. februar 2018. Løbet blev vundet af franske Romain Bardet fra Ag2r-La Mondiale.

## Hold og ryttere
| UCI WorldTeams (5)- AG2R La Mondiale - Trek-Segafredo - FDJ - Quick-Step Floors - Astana UCI Professionelle kontinentalthold (13)- Delko-Marseille Provence-KTM - Direct Énergie - Fortuneo-Samsic - Cofidis, Solutions Crédits - Vital Concept - Aqua Blue Sport - Androni Giocattoli-Sidermec - WB-Aqua Protect-Veranclassic - Roompot-Nederlandse Loterij - Nippo-Vini Fantini-Europa Ovini - Bardiani CSF - Wanty-Groupe Gobert - Rally Cycling UCI Kontinentalhold (3)- Roubaix Lille Métropole - Saint Michel-Auber 93 - Virtu Cycling Landshold- Frankrig U23 |
| |

### Danske ryttere
- Lasse Norman Hansen kørte for Aqua Blue Sport
- Jakob Egholm kørte for Team Virtu Cycling
- Mikkel Frølich Honoré kørte for Team Virtu Cycling
- Alexander Kamp kørte for Team Virtu Cycling
- Asbjørn Kragh Andersen kørte for Team Virtu Cycling
- Jesper Schultz kørte for Team Virtu Cycling
- Torkil Veyhe kørte for Team Virtu Cycling

## Resultater
| \| Samlede stilling \| Samlede stilling \| Samlede stilling \| Samlede stilling \| Samlede stilling \| \| Rytter \| Rytter \| Hold \| Tid \| \| \| ---------------- \| --------------------- \| ---------------------------- \| ---------------- \| ---------------- \| \| 1. \| Romain Bardet \| AG2R La Mondiale \| 5t 37' 13" \| \| \| 2. \| Maximilian Schachmann \| Quick-Step Floors \| + 47" \| \| \| 3. \| Lilian Calmejane \| Direct Énergie \| + 56" \| \| \| 4. \| Alexis Vuillermoz \| AG2R La Mondiale \| + 56" \| \| \| 5. \| David Gaudu \| FDJ \| + 56" \| \| \| 6. \| Jhonatan Narváez \| Quick-Step Floors \| + 56" \| \| \| 7. \| Quentin Pacher \| Vital Concept \| + 56" \| \| \| 8. \| Pierre Latour \| AG2R La Mondiale \| + 56" \| \| \| 9. \| Eliot Lietaer \| WB-Aqua Protect-Veranclassic \| + 1' 09" \| \| \| 10. \| Romain Sicard \| Direct Énergie \| + 1' 09" \| \| |                       |                              |            |
| |                       |                              |            |
| Kilder: ProCyclingStats Cycling Quotient |                       |                              |            |
| Samlede stilling |                       |                              |            |
| Rytter | Rytter                | Hold                         | Tid        |
| 1. | Romain Bardet         | AG2R La Mondiale             | 5t 37' 13" |
| 2. | Maximilian Schachmann | Quick-Step Floors            | + 47"      |
| 3. | Lilian Calmejane      | Direct Énergie               | + 56"      |
| 4. | Alexis Vuillermoz     | AG2R La Mondiale             | + 56"      |
| 5. | David Gaudu           | FDJ                          | + 56"      |
| 6. | Jhonatan Narváez      | Quick-Step Floors            | + 56"      |
| 7. | Quentin Pacher        | Vital Concept                | + 56"      |
| 8. | Pierre Latour         | AG2R La Mondiale             | + 56"      |
| 9. | Eliot Lietaer         | WB-Aqua Protect-Veranclassic | + 1' 09"   |
| 10. | Romain Sicard         | Direct Énergie               | + 1' 09"   |